# Lijst van betaaldvoetbalclubs in Finland
Dit is een overzicht van alle voetbalclubs die in het heden of het verleden hebben deelgenomen aan het betaalde voetbal in Finland.

## A
- AC Allianssi Vantaa
- Atlantis FC Helsinki

## D
- FC Dreeverit Oulu

## E
- FC Espoo

## F
- FJK Forssa

## G
- Gnistan Helsinki

## H
- FC Haka Valkeakoski
- FC Hämeenlinna
- HJK Helsinki
- LPS Helsinki
- FC Honka Espoo
- Huima Äänekoski
- HyPS Hyvinkää

## I
- FC Inter Turku

## J
- FF Jaro Pietarsaari
- JIPPO Joensuu
- JJK Jyväskylä

## K
- KaaPo Kaarina
- KajHa Kajaani
- Kajo Valkeala
- KäPa Helsinki
- Kaskö IK Kaskinen
- GrIFK Kauniainen
- PS Kemi
- FC Kiisto Vaasa
- Kings Kuopio
- Klubi-04 Helsinki
- KPV Kokkola
- GBK Kokkola
- FC Kontu Helsinki
- FC KooTeePee Kotka
- FC Korsholm Mustasaari
- KuPS Kuopio
- KuPS Akatemia
- FC Kuusankoski

## L
- FC Lahti

## M
- IFK Mariehamn
- FC Masku
- MP Mikkeli
- MiKi Mikkeli
- MuSa Pori
- MyPa-47 Anjalankoski

## N
- Närpes Kraft Närpiö

## O
- AC Oulu
- OLS Oulu

## P
- PIF Parainen
- JBK Pietarsaari
- P-Iirot Rauma
- PK-35 Helsinki
- Ponnistus Helsinki
- PoPa Pori
- PP-70 Tampere

## R
- Rakuunat Lappeenranta
- Rovaniemi PS

## S
- FCK Salamat Kirkkonummi
- SalPa Salo
- Sepsi-78 Seinäjoki
- SoVo Somero

## T
- EIF Tammisaari
- TKT Tampere
- Tampere PV
- Tampere United
- TUS Teerijärvi
- Tervarit Oulu
- TP-47 Tornio
- TP-Seinäjoki
- TPS Turku

## V
- FC Vaajakoski
- VIFK Vaasa
- VPS Vaasa
- VG-62 Naantali
- FC Viikingit Helsinki
- Virkiä Lapua

## W
- Warkaus JK

## Y
- FC YPA Ylivieska